# Flegont Pongilski
Flegont Nikołajewicz Pongilski (ur. 24 lutego?/8 marca 1871 w Kariajewie, w ujeździe uglickim guberni jarosławskiej, zm. 23 kwietnia 1938) – rosyjski duchowny prawosławny, święty nowomęczennik.

## Życiorys
Był synem kapłana prawosławnego. Ukończył gimnazjum w Jarosławiu i przez pewien czas pracował w charakterze nauczyciela. Święcenia kapłańskie, jako mężczyzna żonaty, przyjął najpóźniej w 1905; od tego roku jest wymieniany jako duchowny służący w Jarosławiu. Do 1918 był również kapelanem 166 Galickiego pułku.
Aresztowany w 1929 w Iwanowie (według innego źródła – w Jarosławiu), w roku następnym został oskarżony o prowadzenie agitacji antyradzieckiej i skazany na trzy lata zsyłki do Kraju Północnego. Według materiałów śledztwa był negatywnie nastawiony do wydanej przez zastępcę locum tenens Patriarchatu Moskiewskiego metropolitę Sergiusza deklaracji lojalności Rosyjskiego Kościoła Prawosławnego wobec władz radzieckich i brał udział w spotkaniach duchownych o podobnych przekonaniach.
Na zesłaniu przebywał od 1930 do 1932. Po jej zakończeniu zamieszkał w Pietuszkach pod Moskwą. W 1936 pracował na stacji kolejowej w Chrapunowie jako wagowy, w roku następnym był stróżem. Równocześnie kontynuował działalność duszpasterską jako kapłan i regent chóru cerkiewnego. Aresztowany w 1937 w Pietuszkach, został oskarżony o prowadzenie kontrrewolucyjnej agitacji i skazany na dziesięć lat łagru. Nie przyznał się do winy. Zmarł w roku następnym w obozie, być może rozstrzelany.
W 2000 został kanonizowany jako jeden z Soboru Świętych Nowomęczenników i Wyznawców Rosyjskich. Dniem jego wspomnienia jest data Soboru oraz rocznica śmierci.